# ألبرت إل. ويست
ألبرت إل. ويست (بالإنجليزية: Albert L. West)‏ هو مهندس معماري أمريكي، ولد في 1825، وتوفي في 1892.